# Baskijski jezik
Baskijski jezik (ISO 639-3: eus; baskijski: euskara, katkad i euskera ili eskuara) je izolirani jezik kojim govore Baski, narod nastanjen u Pirenejima u sjevernoj Španjolskoj i jugozapadnoj Francuskoj te neutvrđen broj u dijaspori. Baskijski je izolirani jezik koji ne pripada niti jednoj poznatoj jezičnoj porodici. Ima oko milijun govornika, a za oko 700 000 je materinski jezik. Govornici sebe na baskijskom nazivaju Euskaldunak.

## Povijest
Prvi pisani spomen baskijskog jezika dolazi iz rimskog razdoblja i to na jeziku zvanom akvitanski. Uspješno je djelomično rekonstuiran stariji stadij jezika poznat kao proto-baskijski.
Baskijski jezik je izoliran, tj. ne može se povezati ni s jednim drugim jezikom. Riječi slične suvremenom baskijskom se nalaze na području gdje se danas govori baskijski (u imenima) još u rimsko doba.
Postoje mnoge teorije kojima se baskijski povezuje s raznim jezicima, ali nijedna nije općenito prihvaćena.
Za razliku od većine europskih jezika, književnost na baskijskom jeziku je relativno novijeg datuma. Prva knjiga na baskijskom jeziku  Linguae vasconum primitiae, autora Bernarta Etxeparea tiskana je van Baskije, točnije u Bordeauxu 1545. Prvi prijevod Novog zavjeta na baskijski napravio je godine 1571.protestantski svećenik Joannes Leizarraga čiji je prijevod bio napravljen na mješavini sjevernih dijalekata.
Prvu gramatiku baskijskog jezika (točnije gipuskoanskog dijalekta) napisao je Larramendi. Njen naslov na španjolskom "Imposible vencido" ("Nemoguće svladano") ukazuje s koliko su se teškoća susretali jezikoslovci koji su pročavali baskijski jezik. U dvadeset prvom stoljeću danas postoje brojne gramatike baskijskog jezika. Većinom su na baskijskom, francuskom ili španjolskom, no postoje i manja djela na drugim jezicima kao što su engleski, ruski, nizozemski i mađarski.

## Rasprostranjenost
Baskijski se govori u nekoliko sjevernih pokrajina Španjolske koje čine tzv. Euskadi (Autonomnu pokrajinu Baskiju), te u susjednim područjima Francuske. Međutim, veća upotreba baskijskog je tek na sjeveru Autonomne pokrajine. Također se govori i u pokrajini Nafarroa, koja ima zaseban status i gdje je službeni u sjeverni dijelovima.
Baskijski se stoljećima povlačio pred romanskim jezicima, što se donekle zaustavilo u posljednje vrijeme.
Ne zna se granica ove regije u antičko doba, ali na temelju toponima i epigrafa može se zaključiti da se u doba Rimskog osvajanja zapada Pirinejskog poluotoka protezao do rijeke Garonne na sjeveru (uključujući jugozapadnom dijelu današnje Francuska), barem do doline Aran  istoku (sada gaskonjsko govorno područje Katalonije), uključujući i zemlje s obje strane Pirineja. Južne i zapadne granice nisu utvrđene.
Rekonkvista je privremeno suzbila ovu tendenciju sužavanja kada su kršćanski gospodari pozvali sjeverne iberijske narode – Baske, Asturijance i "Franke" – na kolonizaciju novosovojenih posjeda. Baskijski jezik postao je glavni svakodnevni jezik, dok su ostali jezici poput španjolskog, gaskonskog, francuskog ili latinskog imali prednost u upravi i visokom obrazovanju.
Do 16. stoljeća baskijski govorni prostor je smanjen u osnovi na današnjih sedam pokrajina Baskije, osim na južnom dijelu Navare, jugozapadnom dijelu Álave i zapadnom dijelu Biskaje, uključujući i neke dijelove Béarna.
Godine 1807., baskijski se i dalje govorio u sjevernoj polovici Alave – uključujući i njen glavni grad Vitoria-Gasteiz  te na velikom području u središnjoj Navari, ali u ove dvije pokrajine baskijski je doživio nagli pad koji ga je gurnuo prema sjeveru. U Francuskoj Baskiji, baskijski se još govorio u cijelom području, osim u Bajoni i nekim selima okolo uključujući i neke koje granične gradove u Béarnu.
U 20. stoljeću, međutim, uspon baskijskog nacionalizma potaknuo je rast interesa za jezik kao znak etničkog identiteta, te s uspostavom autonomnih vlada u Španjolskoj Baskiji, nedavno je napravila skroman povratak. U španjolskom dijelu, škole na baskijskom jeziku za djecu te baskijski nastavni centri za odrasle su donijeli jezik na područja kao što su Encartaciones u Biskaji i Ebro Ribera u Navarri, gdje se ne zna da se ikad prije govorio, a u Francuskoj Baskiji ove škole i centri su gotovo zaustavili opadanje jezika.

## Teze o povezanosti s drugim jezicima
Danas ne postoji nijedan jezik srodan baskijskom. Jezikoslovci su, međutim, na osnovu gramatičkih sličnosti postavili nekoliko teorija o podrijetlu jezika. Prema tim teorijama baskijskom su srodnici sljedeći jezici:
- iberski – još jedan drevni jezik koji se nekada govorio na iberijskom poluotoku, pokazuje nekoliko sličnosti s akvitanskim i baskijskim
- gruzijski – veza baskijskog s kartvelskim jezicima na jugu Kavkaza jezika koja je danas diskreditirana. Hipoteza je nadahnuta postojanjem Kavkaske Iberije
- vaskonski jezici – prema ovoj teoriji baskijski jezik je jedini preživjeli dio šire porodice vaskonskih jezika
- Sjeveroistočni kavkaski jezici – prema ovoj teoriji, koju je iznio francuski jezikoslovac Michel Morvan, baskijski je daleki srodnik ovih jezika poput čečenskog
- Dené-kavkaski jezici – na temelju mogućeg kavkaske veze, neki jezikoslovci, primjerice John Bengtson i Merritt Ruhlen, predložio uključujući i baskijski u Dene-Kavkasku natporodice jezika, ali ova predložena superporodica uključuje i jezike iz Sjeverne Amerike i Euroazije, i njeno postojanje je vrlo kontroverzno

## Status
Baskijski je priznat u Španjolskoj u autonomnoj zajednici Baskiji  te u dijelu Navare ima službeni status, ali ne i u Francuskoj. U francuskom dijelu Baskije baskijski jezik se rabi na dvojezičnim prometnim znacima, oglasima, radio-postajama i sl. No, u sudstvu, upravi se rabi isključivo francuski. Priznavanje i standardizacija jezika se zbila tek u 20. stoljeću.

## Osobine

### Pismo
Baskijski se piše latinicom, u koju su slova C, Q, V, W, Y uključena, ali se ne koriste, osim kod zapisivanja stranih riječi i imena. Dodano je slovo ñ, a digrafi dd, ll, rr, ts, tt, tx, tz imaju posebno značenje.
Potpuna abeceda je:
Aa Bb Cc Dd Ee Ff Gg Hh Ii Jj Kk Ll Mm Nn Ññ Oo Pp Qq Rr Ss Tt Uu Vv Ww Xx Yy Zz

### Glasovi
Glasovni sustav baskijskog se razlikuje od narječja do narječja, i pokazuje velike utjecaje susjednih romanskih jezika. Sustav standardnog narječja je sljedeći:
|          | bilabijalni | dentalni | alveolarni | palatalni       | velarni | laringalni |
| ploziv   | p b         | t d      |            | tt -it- dd -id- | k g     |            |
| frikativ | f           | s        |            |                 |         | h          |

Sustav samoglasnika je vrlo jednostavan:
|          | prednji | srednji | stražnji |
| zatvoren | i       |         | u        |
| srednji  | e       |         | o        |
| otvoren  |         | a       |          |

## Izgovor
Većina baskijskih suglasnika se izgovara poput hrvatskih, no ima i nekih iznimaka:
x se izgovara kao hrvatsko š;
z se izgovara kao hrvatsko s (zvuk nalik našem z ne postoji);
tz se izgovara kao hrvatsko c;
tx se izgovara kao hrvatsko č ' ili ć ';
ts se izgovara kao hrvatsko c ' ili kao umekšano ć ';
il se izgovara kao hrvatsko ilj;
in se izgovara kao hrvatsko inj;
U baskijskom jeziku ne postoje sljedeći zvukovi koji se u hrvatskom bilježe znakovima: dž, đ, v, z, ž.

## Gramatika
Baskijski je ergativni jezik.

### Glagoli
Većina baskijskih glagola ima perifrastičnu konjugaciju. To znači da se rečenice tvore po principu "nfinitiv + glagolski nastavak".
Glagolski nastavak u ovom slučaju označavao padež subjekta i objekta.
Primjeri: ikusi – "vidjeti";
Ikusten zaitut – "Ja te(be) vidim";
Ikusi zaitut – "Ja te(be) vidio/vidjela";
Ikusten nauzu – "Ti me(ne) vidiš";
Ikusi nauzu – "Ti si me(ne) vidio/vidjela".
Primjer glagola s običnom konjugacijom:
| Hrvatski | Baskijski  |
| -------- | ---------- |
| biti     | izan, egon |
| imati    | ukan       |
| doći     | etorri     |
| ići      | joan       |
| imati    | eduki      |
| znati    | jakin      |

Poput romanskih jezika Iberskog polotoka baskijski ima 2 oblika glagola biti: izan i egon.
Identifikacija objekta/osobe: Etxe hauek tenpluak dira – "Ove kuća su hramovi".
Opisivanje značajki: Etxe handia da – "Kuća je velika" ili kakvoće: Ibon pobrea da – "Ibon je siromašan".
Nacionalnost: John Amerikarra da eta ni Kroaziarra naiz – "John je Amerikanac, a ja sam Hrvat"
Neosobni izrazi:
Beharrezko da – "Nužno je".
Kao pomoćni glagol biti u "continuous"  obliku glagola: Zu ikasten ari zara – "Ti učiš"
Mjesto (lokacija): Liburuak mahaian daude – "Knjige su na stolu".
Privremeno stanje/okolnost: Leihoa irekita dago – "Prozor je otvoren".
Zdravstveno stanje: Gaixorik nago "Bolestan sam".

## Rječnik
Baskijski posjeduje vrlo malo prijedloga već se takve konstrukcije zamjenjuju padežnim oblicima.
Upitne zamjenice kao u španjolskom imaju i jedninu i množinu.
"tko" = nor (jednina), nortzuk (množina):
- Nor zara zu? – "Tko si ti?";
- Nortzuk gara gu ? – "Tko smo mi?";

odakle = nongoa, nongoak.
Primjer nekoliko brojeva:
Baskijski pokazuje jasno Vigesimalni sistem (dvadesetorski sistem)
40 = 2 x 20, 60 = 3 x 20, 80 = 4 x 20, 90 = 4 x 20 + 10
| 1  | bat       | 11 | hamaika    | 10  | hamar             |
| 2  | bi        | 12 | hamabi     | 20  | hogei             |
| 3  | hiru      | 13 | hamahiru   | 30  | hogeita hamar     |
| 4  | lau       | 14 | hamalau    | 40  | berrogei          |
| 5  | bost      | 15 | hamabost   | 50  | berrogeita hamar  |
| 6  | sei       | 16 | hamasei    | 60  | hirurogei         |
| 7  | zazpi     | 17 | hamazazpi  | 70  | hirurogeita hamar |
| 8  | zortzi    | 18 | hemezortzi | 80  | laurogei          |
| 9  | bederatzi | 19 | hemeretzi  | 90  | laurogeita hamar  |
| 10 | hamar     | 20 | hogei      | 100 | ehun              |

### Dani u tjednu
| hrvatski    | baskijski |
| ----------- | --------- |
| ponedjeljak | astelehen |
| utorak      | astearte  |
| srijeda     | asteazken |
| četvrtak    | ostiral   |
| petak       | ostegun   |
| subota      | larunbat  |
| nedjelja    | igande    |

### Mjeseci u godini
| hrvatski | baskijski |
| -------- | --------- |
| siječanj | Urtarril  |
| veljača  | Otsail    |
| ožujak   | Martxo    |
| travanj  | Apiril    |
| svibanj  | Maiatz    |
| lipanj   | Ekain     |
| srpanj   | Uztail    |
| kolovoz  | Abuztu    |
| rujan    | Irail     |
| listopad | Urri      |
| studeni  | Azaro     |
| prosinac | Abendu    |

## Narječja
Baskijski jezik ima nekoliko narječja:
- biskajski dijalekt (bizkaiera);
- donjonavarski dijalekt (goinafarrera);
- gipuskoanski dijalekt (gipuzkera);
- ronkalski dijalekt (erronkariera);
- gornjonavarski dijalekt (behenafarrera; sjeverni i južni);
- suletinski dijalekt (zuberanski; zuberera). Do 2007. imao je status posebnog jezika;[13]
- laburdinski (Navarsko-laburdinski dijalekt) Do 2007. imao je status posebnog jezika.[14]

Izumrli:
- Alavanski dijalekt †.

## Pidžini
U prošlosti je postojao broj pidžina na osnovi baskijskog ili pod utjecajem baskijskog. U 16. stoljeću baskijski moreplovci su koristili baskijsko-islandski pidžin u komunikaciji s Islandom. U kontaktu s domorodačkim stanovništvom oko  rijeke sv. Lovrijenca nastao je baskijsko-algonkijski pidžin.

## Primjer teksta
| Gure Aita (Očenaš) Gure Aita, zeruetan zarena: santu izan bedi zure izena, etor bedi zure erreinua, egin bedi zure nahia, zeruan bezala lurrean ere. Emaiguzu gaur egun honetako ogia; barkatu gure zorrak, guk ere gure zordunei barkatzen diegun ezkero; eta ez gu tentaldira eraman, baina atera gaitzazu gaitzetik. |

Esklabu erremintaria (Joseba Sarrionandia)
Sartaldeko oihanetan gatibaturik

erromara ekarri zinduten, esklabua,

erremintari ofizioa eman zizuten

eta kateak egiten dituzu.

Labetik ateratzen duzun burdin goria

nahieran molda zenezake,

ezpatak egin ditzakezu

zure herritarrek kateak hauts deitzaten,

baina zuk, esklabu horrek,

kateak egiten dituzu, kate gehiago.
Rob Kovač
Zarobljen u kišnim šumama istoka,

doveli su te u Rim, robe,

i dali ti posao kovača,

i sad radiš lance.

Crveno željezo koje nosiš u peć

može se modelirati kako želiš,

možeš praviti mačeve,

da bi njima ljudi mogli lomiti lance,

ali ti, robe,

ti praviš lance, nove lance.

## Vanjske poveznice
- Kraći hrvatsko-baskijsko rječnik
- Aprender euskera-gramatički tečaj baskijskog dostupan za preuzimanje (šp.)
- Opsežan tečaj na stranici sveučilišta Deusto(šp.)
- Ethnologue (14th)
- Ethnologue (15th)
- Ethnologue (16th)
- Wikipedija na baskijskom jeziku
- Basque: A language of Spain(engl.)